# 女神異聞錄：夜幕魅影
《女神異聞錄：夜幕魅影》，簡稱為「P5X」，是由完美世界遊戲旗下的黑羽工作室開發的女神異聞錄系列手機遊戲作品，也是Atlus正式承認的系列續作，設定上與前作《女神異聞錄5》互為平行世界，並在劇情上有一定程度的連結。
該遊戲於Android、iOS和Microsoft Windows等平台發行。

## 開發及發行
2021年4月13日，完美世界於北京舉辦的2021遊戲戰略發表會中宣布多達30部遊戲，其中一款為改編自日本遊戲IP《女神異聞錄5》的手機遊戲，取名為《CODE NAME:X》。
完美世界遊戲於2023年3月17日宣布由世嘉以及ATLUS授權的《女神異聞錄5》IP，將會製作成名為《女神異聞錄 夜幕魅影》的首款手游並開放首測招募。
2023年4月14日，艾玩天地宣布获得本作在台港澳地区的运营权，负责本作在台湾、香港、澳门地区的发行及后续运营。游戏首次内部测试于同年8月8日开始。
2024年1月，据《女神异闻录》系列粉丝网站Persona Central报道，完美世界上线了本作的韩文版官方网站，预计将在韩国地区展开运营。上线日期将跟台湾、香港、澳门地区的日期运营。
2025年5月15日，ATLUS宣布本作将于次月26日在日本和全球其他地区上线。同年7月3日，遊戲手機版及PC版在東南亞推出。

## 内容
雖然遊戲的美術風格、音樂、戰鬥玩法與《女神異聞錄5》的畫面類似，但是它的故事卻是一個獨立的原創劇情，與《女神異聞錄5》不同。雖然用了類似的表現手法，但是故事情節是完全不同的。在遊戲中，玩家需要扮演一名高中生，白天上學，放學後則進入異世界，讓“魅影”（Shadow）徹底悔改並重新做人。與《女神異聞錄5》相比，該遊戲的印象空間更為廣闊，同時進入“印象空間”（Mementos）和“殿堂”（Palace）也不會消耗玩家的時間，而是需要消耗玩家的體力，類似於手游中的“日常副本”。此外，遊戲在戰鬥系統上進行了一些創新，如新增了名為“Highlight”的全新攻擊方式，它能够集中攻擊單個敵人，並造成更高的傷害。
遊戲的玩法採用了經典的「回合制戰鬥 + 角色扮演」的模式。

## 背景设定与人物

### 背景
故事是發生在一名高中二年級學生身上，他因為父母長時間出國旅行，目前獨居在東京雜司谷的家中，並就讀於一所名為“己刮學園”的高中。隨著劇情的發展，玩家將會覺醒人格面具“亞諾希克”的力量。

### 設定
天鵝絨房間
女神異聞錄系列中的特殊地點。位於夢與現實、精神與物質之間的狹縫之處。
會隨著造訪的客人內心選擇而有所變化，本作中是以「海底隧道」的形式出現。
怪盜偶像
為主角在現實世界中有著直接交集或間接交集的認知存在。
被梅洛普創造出來作為協助主角的隊友。
而他們的形象（包含人格面具）及怪盜代號皆由梅洛普進行設定。
磨我痛神
是由一個名為「禍津神」的人所經營的影片分享網站。
該網站內容都是一些關於給他人製造麻煩的人的影片或視訊，因此有著超高的人氣。

### 角色

#### 可操作角色
- 主角團

主角 / 玩家 / 上城渚（Protagonist / Player / Nagisa Kamisiro）　配音員：內山昂輝
- 代號：Wonder / 人格面具：亞諾希克

本作主角。就讀於己刮學園的高中二年級少年。
因為某個突發事件覺醒了人格面具操控能力。
父母正在長時間出國旅行，目前獨居在位於東京雜司谷的家中。
白天上學，放學後穿梭於異世界中。
他為何會過上這樣的雙重生活？其目的和理由是……？
路菲爾（Ruferu）　配音員：野中藍 
- 代號：Cattle / 人格面具：羅布羅伊

以貓頭鷹的形象出現在主角面前的謎之生物。
會說人類的語言，機緣巧合下開始與主角的同居生活。
擁有豐富的異世界知識，遇事冷靜，但偶爾也會使用過時的語言讓周圍的人感到困惑。
平時藏身於主角的背包中，是能給出準確建議的好夥伴。
新井素羽（Motoha Arai）　配音員：本渡楓 
- 代號：Closer / 人格面具：阿爾维達

就讀於己刮學園的高中二年級少女。主角的同班同學。
性格直爽開朗，體貼他人，體育全能，在校內廣受男女學生歡迎。
本人一直被年幼時某段心靈創傷所困擾。
因為某個事件覺醒了人格面具操控能力。
加納駿（Shun Kanou）　配音員：小西克幸
- 代號：Soy / 人格面具：曼德蘭

就讀於己刮學園的高中二年級少年。
不善言辭，也不擅與人交際，年齡相仿的朋友很少。
實則是個重情重義之人，十分仰慕年少時曾照顧過他的老牌拉麵店師傅。
以成為料理人為目標修行，卻遭遇不得不放棄的境況。
因為某個事件覺醒了人格面具操控能力。
多禰村理子（Riko Tanemura）　配音員：種崎敦美
- 代號：Wind / 人格面具：千代女

私立己刮學園高中的三年級學生，擔任風紀委員長一職。
日本梅類原料加工行業龍頭大企業的社長千金，舉止端莊、學業優異的好學生，在校內備受尊敬。
擅長判斷局勢，遇到危險時也能以準確的分析引導同伴。
池波星輝（Shoki Ikenami）　配音員：江口拓也
- 代號：Luce / 人格面具：吉諾

就讀於東京都立軌雅高校的高中三年級學生。
他是一名舞台劇演員，同時也是軌雅高校戲劇部的成員。
擁有義大利血統，父母都是知名演員。
由於其出眾的外貌，他被娛樂雜誌報導，逐漸開始受到矚目。
在已刮學園祭的籌備過程中，他與主角相識，並因某個事件覺醒了人格面具。
- 怪盜偶像

白鳥誠司（Seiji Shiratori）　配音員：豐永利行
- 代號：Fleuret / 人格面具：琉科忒亞

高中二年級的少年。和主角在不同的學校上學。
作為擊劍部的王牌成員，實力已經達到大會優勝連霸的程度，但因為過於認真地投入到社團活動中，和社團夥伴的關係並不太好。
他也是小說家「墨利屋」的粉絲，喜歡閱讀他的作品。
琴音·蒙塔涅（Kotone Montagne）　配音員：下地紫野
- 代號：Mont / 人格面具：忒耳普西科瑞

擁有日本和法國血統的高中二年級少女。
從小就作為花式滑冰選手大顯身手，但由於受傷和無情的評論而陷入低谷，無法重返賽場。
藤川雪實（Yukimi Fujikawa）　配音員：諏訪彩花
- 代號：Yuki / 人格面具：斯堤克斯

高中二年級的少女，父親早逝，從小在母親的冷酷高壓手段下成長。
無法認同母親的想法，卻又想要回應母親的期待。
她的夢想不是繼承母親的事業，而是成為一名律師。
野毛朋子（Tomoko Noge）　配音員：明坂聰美
- 代號：Moko / 人格面具：普羅西姆納

就讀於己刮學園的高中二年級少女。
性格溫和沉穩，觀察力出眾，擅長照顧周圍的人。
自小便熱衷於棒球，擔任著捕手的職位。曾經與素羽組成投捕組合，一起奪得各種比賽的冠軍。
神山嶺央（Reo Kamiyama）　配音員：伊濑茉莉也
- 代號：Leon / 人格面具：厄律忒亞

夢想成為特攝演員的19歲青年。
幼時沉迷於特攝劇『羽人』系列，開始立志走上特攝演員之路。
現在寄居在富山佳代的家裡。
李瑤鈴　配音員：卢婷
- 代號：Rin / 人格面具：孟婆

大學一年級的少女，出生於中國四川，以留學生的身份來到日本。
性格天真爛漫、無論對誰都笑顏以待的樂天派，但有時也會露出孩子氣的一面。
想透過留學獲得些什麼，但遲遲沒有找到目標。
黑谷清（Kiyoshi Kurotani）　配音員：小林裕介
- 代號：Key / 人格面具：緒刻

就讀於已刮學園的高中一年級少年，是主角的學弟。
他自稱「天選之人」，誇口自己能使用特殊的「力量」，但「代價」是交友受限，每日面對「孤獨」。
小時候因體弱多病，經常獨自度過，因此讀了很多書，直到今日都對空想世界興趣異常濃厚。
他看穿主角和自己同樣是「被選中的人」，並將其作為值得尊敬的前輩來親近。
富山佳代（Kayo Tohyama）　配音員：田中敦子
- 代號：Okyann / 人格面具：克麗歐多拉

44歲的全職主婦。主角的鄰居，以前兩家都有來往。
年輕時任職造型師，結婚後就此隱退回歸家庭。
如今雖然家庭和睦生活無憂，但心裡似乎有些空虛。
偶爾會暴露出年輕辣妹時代的口頭禪。
佐原海夕（Miyu Sahara）　配音員：市之濑加那
- 代號：Puppet / 人格面具：涅梅爾特斯

脫離富裕的家庭，成為一名木偶劇表演者的16歲少女。
為了反抗父母強迫她選擇不想要的生活方式，而離家出走，決心靠自己的力量生活下去。
乍看溫順有禮，但也有充滿活力的一面。
須見俊也（Toshiya Sumi）　配音員：榎木淳彌
- 代號：Sepia / 人格面具：戈爾吉拉

一直出沒於釣魚場的青年，身份不明。
即使不垂釣線，魚也會靠近，因其不可思議的體質而擁有「釣魚仙人」之名。
雖然充滿了謎團，但釣場的常客們對他極為信賴。
相反地，也有傳聞說他在逃避著「什麼」。
西森陽菜（Haruna Nishimori）　配音員：小倉唯
- 代號：Riddle / 人格面具：戴埃拉

年僅10歲就被海外大學破格錄取的天才少女。
自小就展露出數學上的天賦，可以靠自己的實力解決出超出小學生知識面的複雜問題。
開朗、純真，想要解開任何感興趣的謎題，是個充滿好奇心的孩子。
YUI　配音員：安濟知佳
- 代號：Bui / 人格面具：艾普蘇黛絲

主角在虛擬世界中認識的一位謎之少女。
購置了大量的虛擬土地卻置之不理，在主角的提議下，兩人開始種植農作物。
性格開朗豪爽，有著名媛般獨特的說話方式，但「中之人」究竟是怎樣的人物卻依舊是個謎。
宫下美波（Minami Miyashita）　配音員：佐藤聰美
- 代號：Marian / 人格面具：塔利亞

高中一年級的少女，和在雜司谷開居酒屋的父親兩人生活。
善良熱心負責，經常照顧鄰居的孩子們。
自小便憧憬成為像已故母親一樣的護士，但因為體弱的父親緣故，她把夢想埋藏於心。
長尾千津子（Chizuko Nagao）　配音員：勝生真沙子
- 代號：Vino / 人格面具：安珀羅絲

75歲高齡的酒豪女性。
性格豪爽、仗義，但由於與相依為命的孫女難以溝通而煩惱著。
雖然擅長吹奏薩克斯風，但同樣熱愛音樂的丈夫過世後，已經很久沒有練習了。
椎名悠美（Yumi Shiina）　配音員：原由實
- 代號：Phoebe / 人格面具：烏拉尼亞

在澀谷酒吧擔任調酒師的26歲女性。特長是花式調酒。
學生時代隸屬於舞蹈社團，擁有包括肚皮舞在內的各種舞蹈種類經驗。她將這一經驗運用到了花式調酒中。
但現在因為某些理由放棄了舞蹈。
坂井綾香（Ayaka Sakai）　配音員：牧野由依
- 代號：Chord / 人格面具：卡利俄佩

大學生兼街頭藝人，在城市的某個角落裡抱著吉他演出。
高中時期受朋友邀請一起組建樂隊，但因為內向怕生，擔任了不引人注意的節奏吉他手。
樂隊解散後，想從事音樂活動的「慾望」仍未消散，因此手上的吉他始終難以放下。
北里基良（Kira Kitazato）　配音員：岡本信彦
- 代號：Messa / 人格面具：哈耳皮厄

作為實習醫生在東京都內醫院工作的25歲男性。
他立志成為醫生似乎有著某種隱秘的理由……？
在熱衷於學習各種病例的同時，也有用玩具眼球搞惡作劇的淘氣一面。
他意識到許多患者正在逐漸失去「活下去」的慾望，因此希望改變這樣的世界。
蘆谷真咲（Masaki Ashiya）　配音員：前內孝文
- 代號：Cherish / 人格面具：阿摩笛亞

就讀於己刮學園的高中三年級少年。
因為父母都是植物學家，所以對花草有著深厚的感情。
家境優越，從未為錢發愁，但為了更加親近花草，正在澀谷的花店打工。
性格溫和，卻不擅長把握與人之間的距離感，因此慢慢地與他人疏遠。
對於願意成為自己朋友的主角十分信任，經常主動請客吃飯。
道玄坂琉七（Runa Dogenzaka）　配音員：高橋美佳子
- 代號：Howler / 人格面具：奥拉

就讀於服裝設計專門學校的19歲少女。
在澀谷出生和成長，深深地愛著這個地方。是經常站在澀谷站前廣場的吉祥物「阿七」的超級粉絲。
她想著如果提昇阿七的人氣，說不定澀谷也會變得充滿活力，因此尋求主角的幫助，努力提昇阿七的知名度。
但是，她似乎隱藏著一個連主角也不知道的祕密……？
夏川澪（Mio Natsukawa）　配音員：若山詩音
- 代號：Matoi / 人格面具：敏特

任職於雜司谷消防署的女性消防員。
性格彆扭，不擅長與他人交往，但因過去的心理創傷，一旦得知火災現場有人需要救援，便會不顧自身安危投入滅火和救援工作中。
最近，附近接連發生可疑火災，她懷疑是人為縱火，便自發巡查街道，隨後……
橋本麻由美（Mayumi Hashimoto）　配音員：青木瑠璃子
- 代號：Turbo / 人格面具：庇堤斯

憧憬賽車世界的高中二年級少女。
曾經想成為一名賽車手，但由於身體原因放棄了念頭。但想參與賽車運動的心情異常強烈。
透過與主角的相遇，她想到「可以向周圍的人宣傳賽車運動」，為了達成這個目的，她開始立志成為賽車女郎。
長尾愛歌（Manaka Nagao）　配音員：MoeMi
- 代號：Ange / 人格面具：欧忒耳珀

高中一年級的少女，曾以歌手的身份投稿過多首翻唱歌曲影片。
她清澈純淨的歌聲被譽為「天使的歌聲」，但由於網路上的惡意評論，使她失去了歌唱的慾望，甚至一度試圖放棄自己的生命。
在那之後，經過一段時間的調整，在祖母長尾千津子以及主角的鼓勵下，她終於重新找回了歌唱的勇氣，如今也在努力進行康復訓練，希望能夠重新站起來。
鹿野莓（Ichigo Shikano）　配音員：富田美憂
- 代號：Berry / 人格面具：忒爾克西厄珀亞

與主角不同學校的高中三年級少女，同時也以聲優的身份展開活動。
性格直率，總是全力以赴地追尋自己熱愛的事物。
將「保持可愛」奉為至高法則，對一切「不可愛之事」抱以強烈牴觸。
日日祈願與命中註定的王子邂逅。
- 心之怪盜團

- 特別課外活動部 / S.E.E.S.

#### 其他角色
- 協助者

伊格爾（Igor）　配音員：大塚芳忠
天鵝絨房間的主人，外貌是個長鼻子的老人。
梅洛普（Merope）　配音員：田村由香里
本作中天鵝絨房間的接待員。
片山久未（Kumi Katayama）　配音員：遠藤綾
已刮學園的數學老師，主角的班導師。也是代表「憤怒」的殿堂主。
平野亚兰（Aran Hirano）　配音員：石见舞菜香
東京都立軌雅高校的學生，最初出現時暗中觀察追蹤主角等人。
- 敵對目標

木內雄之（Takeyuki Kiuchi）　配音員：鶴岡聰
前職業棒球選手，現為普通的上班族。也是代表「色慾」的殿堂主。
宫澤博夢（Hiromu Miyazawa）　配音員：長島雄一
美食藝人。也是代表「虛偽」的殿堂主。
最終他在記者會提到過去做了不少行為，宣布在演藝界引退。
明石京（Kei Akashi）　配音員：赤羽根健治
知名企業顧問，之前在電視臺擔任電視節目製作導演。也是代表「暴食」的殿堂主。
最終他在打算前往警局自首時，遭到路邊流浪漢遇刺身亡。
下津名高美（Takami Shimotsuna）　配音員：三石琴乃
秀聞社的「週刊BAKURO」主編。也是代表「傲慢」的殿堂主。

## 音乐
為了在遊戲中的與頭目戰鬥增添更多的魅力，該遊戲邀請到了女歌手Lyn（P5主題曲演唱者）為本作演繹了一首名為《Last Strike》的歌曲。

## 评价
據遊民星空的Mega傑尼龜透露，他對這款遊戲有著很高的期待，認為遊戲保留了《女神異聞錄5》的原汁原味。同時也表示，在《女神異聞錄6》發布之前，他對該手游的正式版有很高的期待。據遊戲葡萄的果脯君的評價，他一開始擔心這款遊戲會過度照抄《女神異聞錄5》，但在實際體驗測試版後，發現該遊戲實際上更接近於《女神異聞錄5 皇家版》，不過遊戲的完成度並不高，因此許多內容尚未完善。果脯君還表示，許多玩家對遊戲的美術風格擁有好壞參半的看法。

## 外部連結
- 女神異聞錄：夜幕魅影官方網站 （页面存档备份，存于）
- P5X官方网站 （页面存档备份，存于）